# Ількін Довлатов
Ількін Довла́тов (азерб. İlkin Dövlətov; нар. 16 червня 1990) — азербайджанський співак мугаму, який став відомим після того, як посів друге місце в «Голосі Азербайджану». Ількін та Fahree представляли Азербайджан на Пісенному конкурсі Євробачення 2024 з піснею «Özünlə apar».

## Життєпис
Народився в 1990 році в Баку. Виховувався в музичній сім'ї — батько був головним натхненням для початку музичної кар'єри. У чотири роки Ількін виконав свою першу пісню — «Qəlbimdə qaldı», а в шкільні роки вчитель музики виявив у хлопця талант до співу й спонукав його виконувати свою музику.

## Кар'єра
У 2023 році брав участь у конкурсі «Голос Азербайджану» (версія рідних пісень) у команді Ільгара Хаяла. Ількін посів друге місце на змаганнях. Довлатов також брав участь у пісенному конкурсі Azəri Star.
Наприкінці жовтня 2023 року İctimai Television (İTV) оголосили тріо, що складалося з Ількіна Довлатова, Міли Майлс та Етібара Асадлі, як одного з шістнадцяти кандидатів у шорт-листі азербайджанського відбору на Пісенний конкурс Євробачення 2024, а наступного тижня оголосили, що вони увійшли до шести виконавців, які пройшли до фінального етапу. Їхня пісня мала назву «İnsanlar». 7 березня 2024 року Fahree був оголошений обраним кандидатом. Однак 13 березня 2024 року стало відомо, що Ількін супроводжуватиме Fahree на сцені з його піснею «Özünlə apar». Дует не пройшов до фіналу пісенного конкурсу.